# PKM2
پیرووات کیناز ایزوزیم M1/M2 (انگلیسی: Pyruvate kinase isozymes M1/M2) که با نام‌های دیگری همچون پیرووات کیناز ایزوزیم عضلانی (PKM)، پروتئین شمارهٔ ۱ متصل‌شونده به هورمون تیروئید (THBP1)، پیرووات کیناز نوع K، پروتئین سیتوزولیک متصل‌شونده به هورمون تیروئید (CTHBP) و پروتئین شمارهٔ ۳ واکنش‌دهنده با اوپا (OIP3) نیز شناخته می‌شود، یک آنزیم است که در انسان توسط ژن «PKM2» کُدگذاری می‌شود.
پروتئین PKM2 یکی از ایزوآنزیم‌های پیرووات کیناز در مسیر گلیکولیز است و در بافت‌هایی چون ریه، چربی، شبکیه، جزایر لانگرهانس و همهٔ سلول‌هایی که نرخ بالایی از ساخت اسید نوکلئیک دارند (همچون سلول‌های طبیعی در حالِ تقسیم، سلول‌های جوانه‌سای رویان و همچنین سلول‌های سرطانی) بیان می‌شود.

## اهمیت بالینی
دو نوع جهش بدمعنی در این ژن در سلول‌های مبتلایان به سندرم بلوم یافت شده‌است.